# Annemarie Sanders
Annemarie Sanders-Keijzer (Koog aan de Zaan, 3 de abril de 1958) es una jinete neerlandesa que compitió en la modalidad de doma.
Participó en tres Juegos Olímpicos de Verano, obteniendo una medalla de plata en Barcelona 1992, en la prueba por equipos (junto con Tineke Bartels, Anky van Grunsven y Ellen Bontje), el cuarto lugar en Los Ángeles 1984 y el quinto en Seúl 1988, en la misma prueba.
Ganó una medalla de plata en el Campeonato Mundial de Doma de 1986 y una medalla de bronce en el Campeonato Europeo de Doma de 1987.

## Palmarés internacional
| Juegos Olímpicos   | Juegos Olímpicos        | Juegos Olímpicos  | Juegos Olímpicos |
| Año                | Lugar                   | Medalla           | Categoría        |
| ------------------ | ----------------------- | ----------------- | ---------------- |
| 1992               | Barcelona (España)      | Medalla de plata  | Por equipos      |
| Campeonato Mundial |                         |                   |                  |
| Año                | Lugar                   | Medalla           | Categoría        |
| 1986               | Cedar Valley (Canadá)   | Medalla de plata  | Por equipos      |
| Campeonato Europeo |                         |                   |                  |
| Año                | Lugar                   | Medalla           | Categoría        |
| 1987               | Leicester (Reino Unido) | Medalla de bronce | Por equipos      |